# سوق المدينة (رداع)

تعديل مصدري - تعديل

حارة سوق المدينة هي إحدى حارات مدينة رداع أحد مدن محافظة البيضاء، بلغ تعداد سكانها 2590 نسمة حسب تعداد اليمن لعام 2004.